# Marian Wiercigroch
Marian Wiercigroch (ur. 14 lipca 1960 w Rajczy), absolwent Politechniki Śląskiej, doktor honoris causa na Politechnice Łódzkiej, członek Institute for Mathematics and its Applications (Instytutu Matematyki i Jej Zastosowań), członek Stowarzyszenia Inżynierów Mechaników, członek Szkockiej Akademii Nauk (Royal Society of Edinburgh) od 2009 roku, laureat stypendium Fulbrighta w 1994 roku.

## Życiorys
Urodził się 14 lipca 1960 roku w Rajczy. W 1985 roku ukończył studia na Wydziale Mechanicznym Technologicznym na Politechnice Śląskiej i został pracownikiem naukowo-dydaktycznym macierzystej uczelni. W 1991 roku obronił z wyróżnieniem pracę doktorską.
Od 1991 roku związany z Uniwersytetem w Aberdeen w Szkocji, na którym w 2008 roku uzyskał najwyższy stopień naukowy w Wielkiej Brytanii - Doctor of Science. Początkowo pracował jako asystent naukowy (w latach 1991-1992), następnie jako wykładowca (1994-1999) i starszy wykładowca (1999-2000), z kolei w latach 2000-2002 pełnił funkcję profesora. W 2002 roku otrzymał stanowisko profesorskie - Personal Chair in Engineering, a od 2006 roku zajmuje prestiżowe stanowisko Sixth Century Chair in Applied Dynamics. W latach 2003–2007 kierował Wydziałem Inżynierii, od 2003 roku pełni funkcję dyrektora Centrum Dynamiki Stosowanej, a od kilku lat jest dyrektorem ds. współpracy z zagranicą w College of Physical Sciences. W latach 1994–1996 był profesorem wizytującym na Uniwersytecie w Delaware (USA).
Stworzył na Uniwersytecie w Aberdeen własną szkołę naukową w zakresie nieliniowej dynamiki. Obecnie prowadzone badania obejmują m.in. skrawanie ultradźwiękowe, neurodynamikę, zmęczenie i pękanie, interakcję płyn-struktura, gromadzenie energii, synchronizację i nieliniową dynamikę układów mechanicznych. 
Był promotorem 12 doktoratów i ponad 20 habilitantów. Obecnie jest opiekunem 8 prac doktorskich. Zorganizował lub współorganizował ponad 50 prestiżowych konferencji naukowych, m.in. IUTAM Symposium (The International Journal Theoretical and Applied Mechanics) czy EUROMECH Colloquia. Pełni funkcje redaktora naczelnego International Journal of Mechanical Sciences i redaktora Acta Mechanica Sinica. Jest członkiem rad naukowych 8 innych czasopism specjalistycznych. W 2011 roku został wybrany członkiem Research Excellence Framework 2014.
Opublikował ponad 300 artykułów naukowych. jest autorem 8 patentów, w tym nowej technologii wiercenia - Resonance Enhanced Drilling, która obecnie jest wdrażana do przemysłu naftowego.